# Batu Gajah (Bunguran Timur)
Batu Gajah is een bestuurslaag in het regentschap Natuna van de provincie Riau-archipel, Indonesië. Batu Gajah telt 858 inwoners (volkstelling 2010).